# Pizzo di Claro
Pizzo di Claro är en bergstopp i Schweiz.   Den ligger i distriktet Riviera och kantonen Ticino, i den sydöstra delen av landet, 140 km sydost om huvudstaden Bern. Toppen på Pizzo di Claro är 2 727 meter över havet, eller 361 meter över den omgivande terrängen. Bredden vid basen är 4,7 km.
Terrängen runt Pizzo di Claro är huvudsakligen mycket bergig. Närmaste större samhälle är Biasca, 9,7 km nordväst om Pizzo di Claro. 
I omgivningarna runt Pizzo di Claro växer i huvudsak blandskog. Runt Pizzo di Claro är det ganska tätbefolkat, med 54 invånare per kvadratkilometer.